# Kimbap
Kimbap hoặc gimbap (hangul: 김밥) là cách gọi của người Triều Tiên về món Futomaki (makizushi) xuất xứ từ Triều Tiên thuộc Nhật (1910-1945), được làm bằng cơm và các thành phần khác nhau cuộn trong lá rong biển khô (nori). Người Triều Tiên thường làm kimbap để mang đi ăn trong những buổi dã ngoại hoặc các sự kiện ngoài trời, hoặc là trong các bữa ăn trưa nhẹ. Kimbap hay được ăn trực tiếp hay dùng với các banchan khác nhau.